# FC Iserlohn 46/49
Der FC Iserlohn 46/49 ist ein Fußballverein aus Iserlohn, der größten Stadt des Märkischen Kreises und des Sauerlandes, der zum 1. Juli 2012 aus einer Fusion der Sportfreunde Oestrich-Iserlohn und der Fußballabteilung der TuS Iserlohn entstand. Die Sportfreunde Oestrich-Iserlohn waren ein Fußballverein mit über 1000 Mitgliedern aus Oestrich, einem Stadtteil von Iserlohn.

## Geschichte

Logo der Sportfreunde Oestrich-Iserlohn

### Sportfreunde Oestrich(-Iserlohn) (1949 bis 2012)
Der Verein wurde am 10. September 1949 als Fußballverein Sportfreunde Oestrich gegründet. Vorläufer war der Oestricher Fußballclub 1911, der sich später mit einer Spielabteilung für Fußball dem Turnverein Oestrich von 1881 angeschlossen hatte. 1975 wurde der Verein in Sportfreunde Oestrich-Iserlohn umbenannt. Die Vereinsfarben der Sportfreunde waren Rot-Weiß.
Bis Mitte der 1970er Jahre spielte der Verein in der Kreis- und Bezirksklasse. Der Aufschwung des Vereins begann 1975 mit dem Aufstieg in die Landesliga. 1978 schafften die Sportfreunde die Qualifikation zur Verbandsliga, der sie bis zur Saison 1994 angehörten, als der Verein Verbandsligameister wurde und erstmals in die Oberliga Westfalen aufstieg. Der Oberliga gehörten die Sportfreunde bis zur Saison 2001/02 an, in der man jedoch lediglich den 17. Tabellenplatz erreichte und daher wieder in die Verbandsliga absteigen musste. 2006 gelang die Rückkehr in die Oberliga Westfalen als Vizemeister der Verbandsliga, da dem Meister DSC Wanne-Eickel die Zulassung aufgrund unvollständiger Unterlagen verweigert wurde.
2008 wurden die Sportfreunde nachträglich zum Spielbetrieb der NRW-Liga zugelassen, da der ursprünglich qualifizierte Verein Germania Gladbeck seine Lizenzierungsunterlagen nicht fristgerecht eingereicht hatte und die ersten Nachrücker SpVgg Erkenschwick und Rot Weiss Ahlen II den frei gewordenen Startplatz wegen finanzieller bzw. logistischer Probleme nicht besetzen konnten.

### FC Iserlohn 46/49 (seit 2012)
| Saison                   | Liga            | Platz | Punkte | Tore  |
| ------------------------ | --------------- | ----- | ------ | ----- |
| 2012/13                  | Landesliga 2    | 1.    | 62     | 87:31 |
| 2013/14                  | Westfalenliga 2 | 8.    | 46     | 58:52 |
| 2014/15                  | Westfalenliga 2 | 7.    | 49     | 61:49 |
| 2015/16                  | Westfalenliga 2 | 4.    | 48     | 55:46 |
| 2016/17                  | Westfalenliga 2 | 4.    | 49     | 76:46 |
| 2017/18                  | Westfalenliga 2 | 13.   | 35     | 56:60 |
| 2018/19                  | Westfalenliga 2 | 9.    | 41     | 53:52 |
| 2019/20                  | Westfalenliga 2 | 12.   |        |       |
| 2020/21                  | Westfalenliga 2 | 10.   |        |       |
| 2021/22                  | Westfalenliga 2 | 8.    | 49     | 56:50 |
| grün unterlegt: Aufstieg |                 |       |        |       |

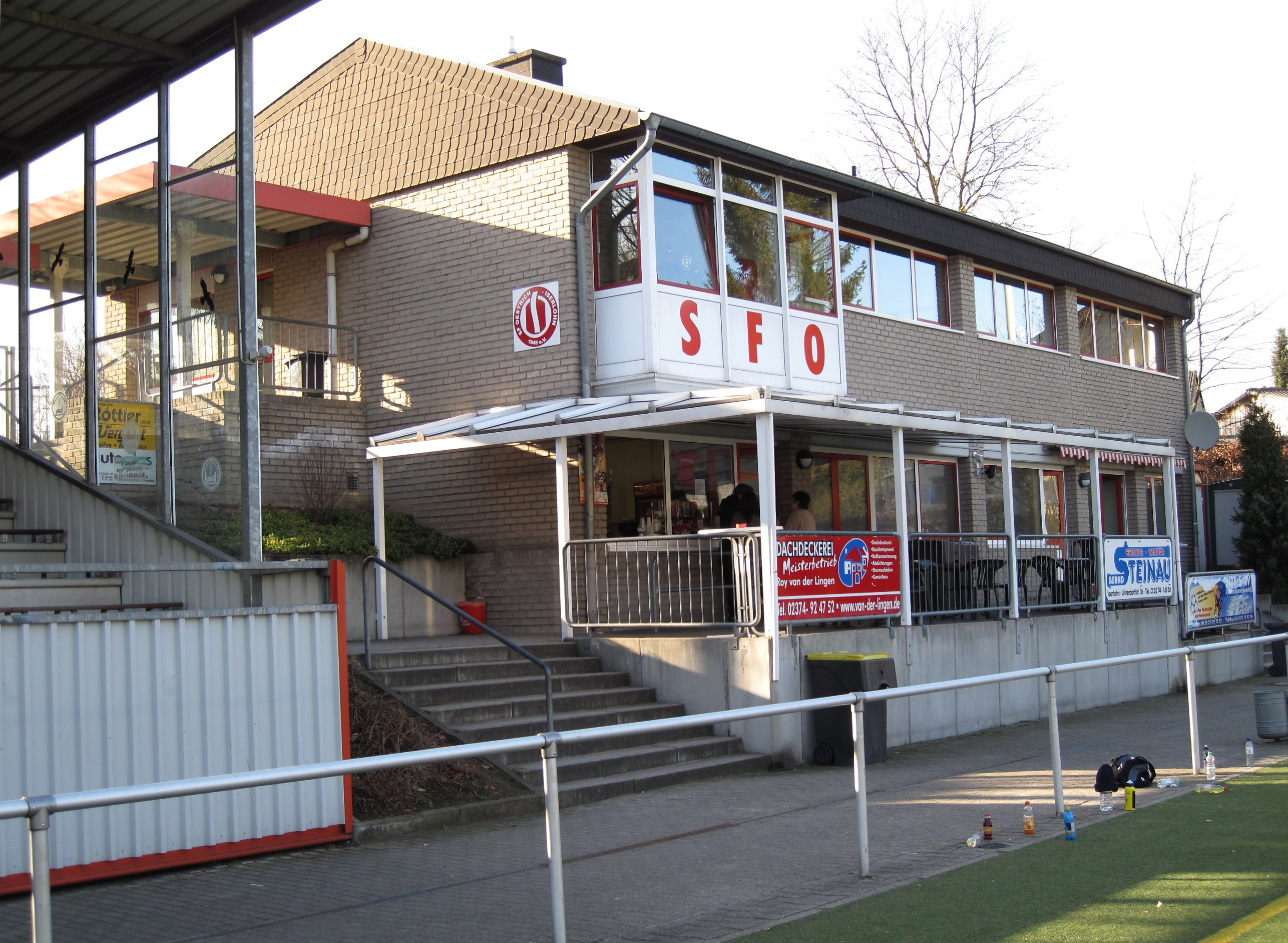
Schleddestadion / neu: Willi-Vieler-Stadion

Am 15. Dezember 2011 sprachen sich die Mitglieder der Sportfreunde sowie der Fußballabteilung der TuS Iserlohn in getrennten Versammlungen für eine Fusion aus. Die Mitglieder des Iserlohner Vereins FC Borussia Dröschede lehnten gleichzeitig einen Beitritt ab. Die Gründungsversammlung fand am 26. April 2012 statt. In einer gemeinsamen Mitgliederversammlung der bisherigen Vereine wurden am 26. Juni 2012 der neue Name FC Iserlohn 46/49 sowie der neue Vorstand gewählt. Die Fusion wurde zum 1. Juli 2012 vollzogen. Die Ziffern 46/49 stehen für die Gründungsjahre der Alt-Vereine (TuS Iserlohn: 1846 / Sportfreunde Oestrich: 1949). Die Vereinsfarben sind rot und weiß. Die Heimtrikots sind rot, das Ausweichtrikot blau. Die erste Mannschaft des FC Iserlohn 46/49 spielt im Hemberg-Stadion, in dem auch schon Juniorennationalspiele unter anderem von der U17 des DFB stattgefunden haben. Die 2. Mannschaft (Kreisliga A) sowie alle Jugendmannschaften des Klubs treten im Willi-Vieler-Stadion an.
In seiner ersten Saison 2012/2013 startete der Verein in der siebtklassigen Landesliga 2 Westfalen. Die Landesliga-Mannschaft startete zunächst mit einer Auftaktniederlage, stand aber anschließend in der Tabelle nie schlechter als Platz 5 und hielt den Kontakt zur Tabellenführung. Am 26. Spieltag war der FC Iserlohn erstmals Tabellenführer und konnte diese Position bis zum Ende der Saison beibehalten. Das Team schoss die meisten Tore und kassierte die wenigsten Gegentore, zudem stellte man den Torschützenkönig der Landesliga mit 37 Toren. Seit der Saison 2013/14 nimmt der FC Iserlohn am Spielbetrieb der sechstklassigen Westfalenliga teil.

## Erfolge

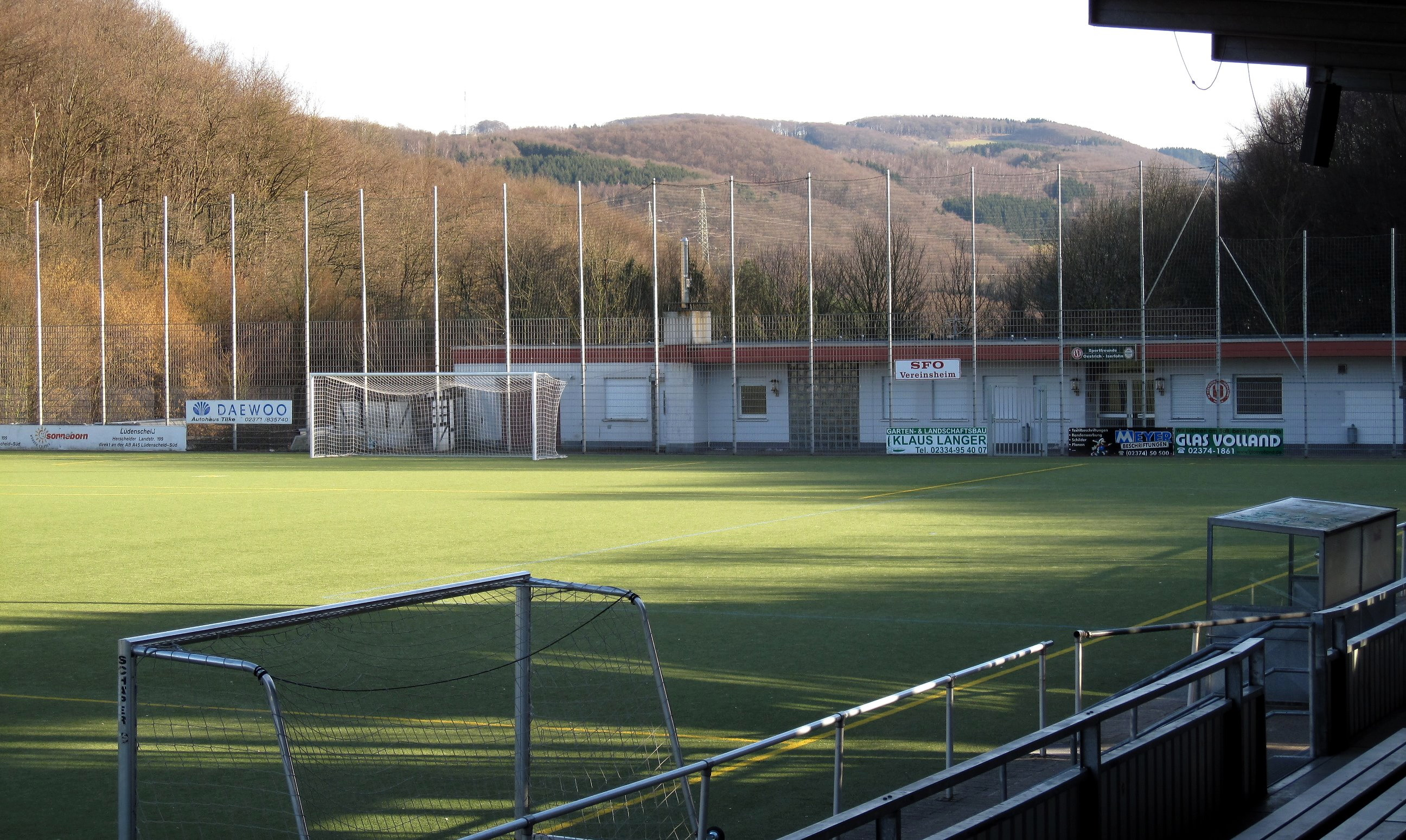
Schleddestadion / neu: Willi-Vieler-Stadion

### FC Iserlohn 46/49
- B-Juniorinnen
  - Meister der Regionalliga West: 2015
  - Teilnahme an der Bundesliga: 2015/16

### Sportfreunde Oestrich-Iserlohn
- 1. Mannschaft
  - Verbandsliga Westfalen: Meister 1994, Vizemeister 2006
- A-Jugend
  - Westfalenpokalsieger: 1971, 1994
  - Teilnahme am DFB-Pokal-Halbfinale: 1994
- B-Jugend
  - Pokalsieger des Westdeutschen Fußballverbandes: 1992
- C-Jugend
  - Westfalenpokalsieger: 2001
  - Westfalenmeister und Westdeutscher Vizemeister: 2001

### Fußballabteilung TuS Iserlohn
- Teilnahme am DFB-Pokal 1978 und 1981 (1. Runde)

## Persönlichkeiten
- Hamza Anhari
- Nassim Boujellab (2009–2010)
- Dirk Eitzert (1988/89)
- Kai Hesse (bis 2000)
- Christofer Heimeroth (1997–99)
- Dimitrios Pappas (2003–2004)
- Hüsni Tahiri (bis 2003)
- Edin Terzić (bis 2004)